# Gake no Ue no Ponyo
Gake no Ue no Ponyo (崖の上のポニョ?, Ponyo sulla scogliera) è un brano musicale del gruppo folk Fujioka Fujimaki e cantato da Nozomi Ōhashi, utilizzato come colonna sonora del film dello Studio Ghibli Ponyo sulla scogliera. Il singolo è stato pubblicato il 5 dicembre 2007, benché abbia ottenuto maggiore attenzione all'uscita del film ad agosto 2008. Il singolo è arrivato alla quarta posizione della classifica Oricon dei singoli più venduti in Giappone ed ha venduto 382,000 copie.

## Il brano
Il brano è stato scritto dal compositore veterano dello Studio Ghibli Joe Hisaishi, in collaborazione con il supervisore del film Katsuya Kondō ed il regista Hayao Miyazaki. Quando Hisaishi originariamente vide lo storyboard del film, ebbe immediatamente l'idea della melodia del brano. Comunque, dato che lui pensava fosse una melodia troppo semplice, non ne fece menzione con i suoi collaboratori per circa tre mesi. Alla fine fece sentire la sua idea a Miyazaki ed al produttore Toshio Suzuki, dato che non riusciva a togliersela dalla testa. Miyazaki e Suzuki trovarono immediatamente il brano ideale per il film.

## Promozione
Oltre ad essere promosso dalla pubblicità e dal film Ponyo sulla scogliera, il brano è stato utilizzato nelle pubblicità televisive della bevanda Mitsuya Cider. Fujioka Fujimaki e Nozomi Ōhashi hanno interpretato il brano durante la gara canora Kōhaku Uta Gassen, facendo diventare la Ōhashi la più giovane concorrente in 59 anni di trasmissioni.

## Altre versioni
Per la distribuzione occidentale del film, è stata registrata una versione in lingua inglese del brano intitolata Ponyo On the Cliff By the Sea, interpretata da Noah Cyrus e Frankie Jonas. Il singolo è stato pubblicato come download digitale nel maggio 2010, nonostante il film fosse stato distribuito ad agosto 2009.
Esiste anche una versione in lingua italiana del brano, cantata da Fabio e Sara Liberatori, ed utilizzata nell'adattamento italiano del film. Fra gli altri artisti ad aver registrato una cover del brano, si possono citare Nana Hiwatari (sull'album Ghibli the Best), *Yūko Kanzaki e Kentarō Hayami, (Kodomo no Uta: Gake no Ue no Ponyo Hi wa, Mata Noboru), Meja (AniMeja: Ghibli Songs), Takashi Obara (Ghibli in Classic: Gake no Ue no Ponyo, Tonari no Totoro), Sumi Shimamoto (Sumi Shimamoto Sings Ghibli), Yumiko Tamura, Takashi Irie (Kazoku Minna no Family Song: Fāmi Son Gake no Ue no Ponyo), Kenji Yamahira e Keiichi Hosokawa (Erhu Chūgoku Dentō Gakki de Kiku Studio Ghibli Sakuhinshū Best Selection)

## Tracce
CD Single
1. Gake no Ue no Ponyo (崖の上のポニョ?, Ponyo sulla scogliera) - 2:44
2. Fujimoto no Theme (フジモトのテーマ?, Il tema di Fujimoto's Theme) - 3:28
3. Gake no Ue no Ponyo (Karaoke) - 2:44
4. Fujimoto no Theme (Karaoke) - 3:28
5. Gake no Ue no Ponyo (Nozomi-chan Demo) - 2:30

## Classifiche
| Classifica                        | Posizione più alta |
| --------------------------------- | ------------------ |
| Oricon                            | 3                  |
| Billboard Billboard Japan Hot 100 | 4                  |